# Māvardīān
Māvardīān (persiska: ماوردیان) är en ort i Iran.   Den ligger i provinsen Gilan, i den nordvästra delen av landet, 250 km nordväst om huvudstaden Teheran. Māvardīān ligger 13 meter över havet och antalet invånare är 551.
Terrängen runt Māvardīān är platt.Runt Māvardīān är det ganska tätbefolkat, med 120 invånare per kvadratkilometer. Närmaste större samhälle är Fūman, 3,7 km söder om Māvardīān. Trakten runt Māvardīān består till största delen av jordbruksmark.